# Байда Іван Мойсейович
Іван Мойсейович Байда (червень 1913, с. Лозова, Шаргородського району Вінницької області — 30 листопада 1969, там же) — Герой Соціалістичної Праці.

## Біографічні відомості
Народився у селянській родині Мойсея та Афії. У шість років пішов навчатися до дворічної школи.
У 20 років одружився з Русею, у них народились син Олександр (1935), син Михайло (1942), син Василь (1947), дочка Галина (1954).
Брав участь у Другій світовій війні.
Після закінчення війни повернувся на роботу в колгоспі, де його обрали бригадиром рільничої бригади.
У 1948 році удостоєний звання Героя Соціалістичної Праці. Рільнича бригада під керівництвом І. М. Байди виростила урожай пшениці на площі 18 га по 33,78 ц/га.